# 亚历克斯·莱恩 (羽毛球运动员)
亚历克斯·莱恩（英語：Alex Lane，1995年8月29日—），出生於薩里郡金斯頓，英格蘭男子羽毛球運動員。

## 簡歷
2015年8月，亚历克斯·莱恩出戰斯洛伐克公開賽，赢得男子單打冠軍。

## 主要比賽成績
只列出曾進入準決賽的國際賽事成績：
| 年份   | 賽事                     | 公開賽級別 | 項目     | 成績   |
| ------ | ------------------------ | ---------- | -------- | ------ |
| 2013年 | 斯洛伐克羽毛球公開賽     | 未來系列賽 | 男子單打 | 準決賽 |
| 2014年 | 歐洲男子羽毛球團體錦標賽 | 其他       | 男子團體 | 亞軍   |
| 2015年 | 斯洛伐克羽毛球公開賽     | 未來系列賽 | 男子單打 | 冠軍   |
| 2016年 | 歐洲男子羽毛球團體錦標賽 | 其他       | 男子團體 | 季軍   |
| 2016年 | 斯洛伐克羽毛球公開賽     | 未來系列賽 | 男子單打 | 準決賽 |
| 2018年 | 匈牙利羽毛球國際賽       | 國際挑戰賽 | 男子單打 | 準決賽 |
| 2018年 | 威爾斯羽毛球國際賽       | 國際系列賽 | 男子單打 | 亞軍   |
| 2019年 | 賽普勒斯羽毛球國際賽     | 未來系列賽 | 男子單打 | 亞軍   |
| 2019年 | 聖多明哥羽毛球公開賽     | 國際系列賽 | 男子單打 | 準決賽 |

| 2007-2017年 | 首要超級賽 | 超級賽 | 黃金大獎賽 | 大獎賽 | 國際挑戰賽 | 國際系列賽 | 未來系列賽 | 其他 |

| 2018-2026年 | 總決賽 | 超級1000賽 | 超級750賽 | 超級500賽 | 超級300賽 | 超級100賽 | 國際挑戰賽 | 國際系列賽 | 未來系列賽 | 其他 |